# Que te la pongo (canción)
«Que te la pongo» es una canción interpretada por la agrupación musical mexicana Garibaldi, incluida originalmente en su segundo álbum de estudio del mismo nombre (1991). Esta canción fue lanzada como el segundo y último sencillo oficial del disco por su discográfica Cargo Music Entertainment y es una de las más exitosas de la agrupación ya que se situó en los primeros lugares de las listas de popularidad de la radio mexicana.

## Otros datos
Esta canción es considerada un clásico en la música pop mexicana y latinoamericana de igual forma junto con otros éxitos noventeros de esa época.
En 2022 la canción formó parte la gira musical 90's Pop Tour junto con otros de sus más grandes éxitos musicales, compartiendo escenario con otras bandas más como OV7, Magneto, Kabah y otros artistas musicales.

## Lista de canciones

### CD - Vynil Single[7]
| Que te la pongo — Single |                   |          |  |
| N.º                      | Título            | Duración |  |
| 1.                       | «Que te la pongo» | 4:10     |  |
| 2.                       | «Hot Mix»         | 7:57     |  |
| 3.                       | «Tropi Mix»       | 7:30     |  |
| 4.                       | «Banana»          | 3:56     |  |
| 5.                       | «Cha Cha Cha Mix» | 7:09     |  |
| 6.                       | «Merengue Mix»    | 5:30     |  |

## Video musical
Fue grabado y lanzado en 1991. Se muestra a los integrantes cantando en vivo en una presentación, donde hacen y bailan coreografías improvisadas al ritmo de la canción. 